# Markhausen (Friesoythe)
Markhausen ist seit dem 1. März 1974 ein Ortsteil der Stadt Friesoythe im niedersächsischen Landkreis Cloppenburg.

## Geografie und Verkehrsanbindung
Der Ort liegt südlich des Kernbereichs von Friesoythe direkt an der in Nord-Süd-Richtung verlaufenden Landesstraße L 831. Am westlichen Ortsrand fließt die Marka. Südlich liegt das 220 ha große  Landschaftsschutzgebiet Markatal (siehe Liste der Landschaftsschutzgebiete im Landkreis Cloppenburg, LSG CLP 00009) und südwestlich der 2.065 ha große Eleonorenwald.

## Wappen
| | Blasonierung: „In Gold (Gelb) unter einem blauen Wellenbalken im Schildhaupt eine gebogene rote Hirschstange mit sechs Enden und kleeblattartigen Ansatz.“ |
| Wappenbegründung: Das am 27. Februar 1953 vom Niedersächsischen Minister des Innern verliehene Wappen in den oldenburgischen Landesfarben Gold, Rot und Blau, somit sind auch die münsterschen Farben Gold und Rot enthalten, weist mit dem Wellenbalken auf den Grenzfluss Marka hin, der für die Gemeinde namensgebend war. Die Hirschstange weist auf die in früherer Zeit in der Gegend ausgeübten Hirschjagden hin. | |

## Sehenswürdigkeiten
Die katholische Kirche St. Johannes ist eine neubarocke Saalkirche.